# Beatriz Pérez López
Beatriz Pérez López, o Bety es una mujer indígena de la región Mixteca del estado de Oaxaca. que ha ganado una Diputación Federal para el Distrito 6 de la Heroica Ciudad de Tlaxiaco, por representación proporcional en su natal estado, con el Proyecto Alternativo de Nación que encabezó el Lic. Andrés Manuel López Obrador en la Coalición Juntos haremos Historia, MORENA. En el año 2015 trabajó en la Junta de Conciliación Agraria de Oaxaca.
Es la primera vez que una mujer de la región mixteca gana una diputación federal, durante su toma de protesta expresó la responsabilidad que siente al llegar a la Cámara y adelantó que legislarán junto con Virginia Merino, Suplente, a favor de los pueblos originarios de México, por ello hasta ahora se vuelve referente por el ejercicio de los derechos político-electorales y la reivindicación de los derechos civiles y políticos de los pueblos indígenas para disminuir la violencia estructural al que se enfrentan. Pese a su corta trayectoria su activismo ha estado enfocado para exigir el respeto de los derechos colectivos de los pueblos mixtecos.
Se ha caracterizado por la lucha en contra de las injusticias y tiene una probada vocación de izquierda. Por ende, su papel para esta la LXIV Legislatura, será de relevancia, toda vez que, así como lo mencionó durante su campaña, tendrá que poner en la mesa de debate los derechos de las mujeres indígenas del estado desde la perspectiva intercultural, desde su participación y desempeño político tendrá que construir un proceso de empoderamiento y reivindicación de sus derechos, mediante una educación de calidad.

## Trayectoria Política
Es miembro del Movimiento de Unificación y Lucha Triqui (MULT) y fue candidata a diputada federal 2015. Su ideal político es erradicar la pobreza y la corrupción en el estado de Oaxaca, mejorando las condiciones de vida de las comunidades amuzgos, tacuates, triquis y mixtecos cambiando su realidad pese al aislamiento y el olvido al que son sometidos por los gobiernos neoliberales. Es portavoz para la exigencia de sus derechos colectivos.
Dado el conflicto entre el MULT y MULTI que inició a mediados del 2006, el MULTI mediante una carta pública convocó un voto de castigo para la en aquel entonces candidata, pero que no estaban en contra de MORENA, sino por el contexto de violencia que se había suscitado en la región triqui de San Juan Copala durante la década. Durante su campaña política se reunieron con el gobernador Alejandro Murat para exponer sus inquietudes y demandas a fin de trabajar en beneficio de las comunidades de la región triqui en los ámbitos de educación, salud, justicia social y de desarrollo productivo.

### Trayectoria Académica
Licenciada en Derecho por la Universidad Autónoma de Benito Juárez de Oaxaca.